# 크레타

크레타의 기

크레타의 문장

크레타(그리스어: Κρήτη)는 그리스에서 가장 큰 섬이자, 지중해에서 다섯 번째로 큰 섬이다. 고대 그리스부터 오늘날까지 역사, 신화, 음악, 방언 등 다방면에 있어 고유한 문화적 전통이 이 섬에 전해 내려왔다.
고대사에서 크레타는 유럽 문명이 시작한 장소로서 중요하게 여겨진다. 미노아 시대 크노소스 궁전과 페스토스 유적, 고르틴 유적, 말리아 유적 등 여러 고대 유적이 남아 있다. 또한 크레타에는 하니아 베네치아 항구, 레팀노의 올드타운, 프랑고카스텔로 등 베네치아 유적도 많이 남아 있다. 오늘날 크레타는 그리스에서 문화적으로 또한 경제적으로 중요한 지역이며, 그리스에서 가장 인기 있는 여행지이다. 매년 3~5백만 명의 외국 관광객이 크레타섬에 방문한다.
크레타섬의 경제는 오랫동안 농업과 목축에 기반을 두고 있었으나 1970년대부터 관광업이 눈에 띄게 발전했다. 크레타 경제의 주축을 이루는 농업/목축업과 관광/서비스업은 서로 연결되어 있으며 상호보완적이다. 이 섬의 1인당 소득은 그리스 평균치에 근접하나 실업률은 4% 정도로 국가 전체의 절반에 불과하다. 그리스의 다른 지방과 마찬가지로 올리브 농업이 크레타의 중요한 산업이다. 그리스 전체 면적의 약 4분의 1 가량을 올리브 나무가 차지하고 있다.

## 지리
크레타는 그리스에서 가장 큰 섬이자 지중해에서 다섯 번째로 큰 섬이다. 크레타섬은 동서로 길게 뻗어 있는 모습인데, 동에서 서까지 260km에 이르지만 남북으로 그 폭은 60km 정도이며, 폭이 12km에 불과한 레라페트라처럼 좁은 지역도 있다. 크레타의 면적은 8,303km2이다. 해안선의 길이는 1,046km로, 북쪽에는 크레타 해, 남쪽에는 리비아 해, 서쪽으로는 미르토아 해, 동쪽에는 카르파티온 해가 있다. 그리스 본토에서 남쪽으로 160km 정도 떨어져 있다. 크레타주에 속하는 가브도스 섬은 유럽 최남단에 위치한다.
크레타에는 산지가 매우 많으며, 동에서 서로 높은 산맥이 이어져 있으며 큰 산맥 세 곳을 이룬다 ( 레프카오리 산맥 : 화이트 마운틴, 2,452m, 이디 산맥 : 프실로리티스 산, 2,456m, 딕티 산맥). 오말로스 고원, 니다 고원 등 비옥한 고원이 있으며, 사마리아 협곡, 임브로스 협곡, 쿠탈리아티코 협곡, 아라데나 협곡, 아이아 이리니 협곡 등 많은 협곡이 있다. 사마리아 협곡은 유럽에서 가장 긴 협곡 중 하나로, 그 길이가 16km에 이른다. 크레타섬은 엘라포니시 해변, 발로스 해변, 프레벨리 해변, 마탈라 비치, 팔라사나 해변, 등 해변으로 둘러싸여 있다. 사마리아 협곡은 크레타 야생 염소 키리-키리의 서식지이며, 크레타 산지와 협곡은 멸종위기종인 수염수리의 은신처이다.
크레타는 그리스의 행정 구역상 크레타 주에 해당한다. 하니아 현, 이라클리오 현, 라시티 현, 레팀노 현이 크레타 주에 속해 있다.
현재 크레타섬에서 가장 큰 도시이자 중심 도시는 이라클리오이지만, 1971년까지 크레타섬의 중심 도시는 하니아였다. 크레타섬의 주요 도시는 다음과 같다.
- 이라클리오 : 인구 173,993명[2]
- 하니아 : 인구 108,642명[2]
- 레팀노 : 인구 34,300명[2]

크레타섬은 지중해와 북아프리카 두 기후 지역에 속하는데, 주로 전자에 속한다. 그래서 크레타의 기후는 무척 온화하다. 바다의 영향을 많이 받아 겨울에도 꽤 따뜻하다. 11월에서 5월 사이 산에는 눈이 흔하지만, 특히 해안 등 낮은 지역에는 드물며 몇 분, 몇 시간만 지나도 땅에 금방 눈이 사라진다. 크레타의 여름은 평균 기온이 섭씨 20도 후반에서 30도 초반 정도이며, 가장 더울 때는 섭씨 30도 후반에서 40도 정도이다. 크레타 남부는 대추야자가 열매를 맺으며, 제비가 아프리카로 가지 않고 일 년 내내 이 섬에 남아있다. 지구 상에서 가장 오래 살아남은 올리브 나무가 크레타섬에 있다.

### 기후
| Heraklion 1955-2010 (HNMS)의 기후 | Heraklion 1955-2010 (HNMS)의 기후 | Heraklion 1955-2010 (HNMS)의 기후 | Heraklion 1955-2010 (HNMS)의 기후 | Heraklion 1955-2010 (HNMS)의 기후 | Heraklion 1955-2010 (HNMS)의 기후 | Heraklion 1955-2010 (HNMS)의 기후 | Heraklion 1955-2010 (HNMS)의 기후 | Heraklion 1955-2010 (HNMS)의 기후 | Heraklion 1955-2010 (HNMS)의 기후 | Heraklion 1955-2010 (HNMS)의 기후 | Heraklion 1955-2010 (HNMS)의 기후 | Heraklion 1955-2010 (HNMS)의 기후 | Heraklion 1955-2010 (HNMS)의 기후 |
| 월                                | 1월                               | 2월                               | 3월                               | 4월                               | 5월                               | 6월                               | 7월                               | 8월                               | 9월                               | 10월                              | 11월                              | 12월                              | 연간                              |
| --------------------------------- | --------------------------------- | --------------------------------- | --------------------------------- | --------------------------------- | --------------------------------- | --------------------------------- | --------------------------------- | --------------------------------- | --------------------------------- | --------------------------------- | --------------------------------- | --------------------------------- | --------------------------------- |
| 역대 최고 기온 °C (°F)            | 29.9 (85.8)                       | 28.8 (83.8)                       | 34.0 (93.2)                       | 37.5 (99.5)                       | 38.0 (100.4)                      | 41.3 (106.3)                      | 43.6 (110.5)                      | 44.5 (112.1)                      | 39.5 (103.1)                      | 37.0 (98.6)                       | 32.8 (91.0)                       | 28.5 (83.3)                       | 44.5 (112.1)                      |
| 일평균 최고 기온 °C (°F)          | 15.3 (59.5)                       | 15.5 (59.9)                       | 17.0 (62.6)                       | 20.1 (68.2)                       | 23.6 (74.5)                       | 27.3 (81.1)                       | 28.9 (84.0)                       | 28.8 (83.8)                       | 26.6 (79.9)                       | 23.6 (74.5)                       | 20.2 (68.4)                       | 17.1 (62.8)                       | 22.0 (71.6)                       |
| 일일 평균 기온 °C (°F)            | 12.1 (53.8)                       | 12.2 (54.0)                       | 13.6 (56.5)                       | 16.6 (61.9)                       | 20.4 (68.7)                       | 24.5 (76.1)                       | 26.4 (79.5)                       | 26.3 (79.3)                       | 23.7 (74.7)                       | 20.3 (68.5)                       | 16.8 (62.2)                       | 13.8 (56.8)                       | 18.9 (66.0)                       |
| 일평균 최저 기온 °C (°F)          | 9.1 (48.4)                        | 8.9 (48.0)                        | 9.8 (49.6)                        | 12.0 (53.6)                       | 15.1 (59.2)                       | 19.2 (66.6)                       | 21.9 (71.4)                       | 22.0 (71.6)                       | 19.5 (67.1)                       | 16.7 (62.1)                       | 13.5 (56.3)                       | 10.9 (51.6)                       | 14.9 (58.8)                       |
| 역대 최저 기온 °C (°F)            | 0.0 (32.0)                        | −0.8 (30.6)                       | 0.3 (32.5)                        | 4.2 (39.6)                        | 6.0 (42.8)                        | 12.2 (54.0)                       | 14.5 (58.1)                       | 16.6 (61.9)                       | 12.0 (53.6)                       | 8.7 (47.7)                        | 4.2 (39.6)                        | 2.4 (36.3)                        | −0.8 (30.6)                       |
| 평균 강우량 mm (인치)             | 91.0 (3.58)                       | 69.0 (2.72)                       | 53.4 (2.10)                       | 28.2 (1.11)                       | 13.4 (0.53)                       | 2.9 (0.11)                        | 0.8 (0.03)                        | 0.9 (0.04)                        | 16.7 (0.66)                       | 59.4 (2.34)                       | 59.6 (2.35)                       | 85.6 (3.37)                       | 480.9 (18.94)                     |
| 평균 강우일수                     | 16.0                              | 13.6                              | 11.4                              | 7.6                               | 4.6                               | 1.3                               | 0.3                               | 0.5                               | 2.8                               | 7.5                               | 10.6                              | 15.2                              | 91.4                              |
| 평균 상대 습도 (%)                | 68.4                              | 66.4                              | 65.9                              | 62.3                              | 61.2                              | 57.0                              | 57.1                              | 59.1                              | 61.9                              | 65.7                              | 67.9                              | 68.3                              | 63.4                              |
| 평균 월간 일조시간                | 119.9                             | 132.3                             | 181.5                             | 234.8                             | 298.5                             | 356.2                             | 368.3                             | 343.5                             | 275.8                             | 206.9                             | 145.5                             | 115.4                             | 2,778.6                           |
| 출처 1: HNMS                      |                                   |                                   |                                   |                                   |                                   |                                   |                                   |                                   |                                   |                                   |                                   |                                   |                                   |
| 출처 2: meteo-climat (extremes)   |                                   |                                   |                                   |                                   |                                   |                                   |                                   |                                   |                                   |                                   |                                   |                                   |                                   |

| Lentas의 기후 | Lentas의 기후 | Lentas의 기후 | Lentas의 기후 | Lentas의 기후 | Lentas의 기후 | Lentas의 기후 | Lentas의 기후 | Lentas의 기후 | Lentas의 기후 | Lentas의 기후 | Lentas의 기후 | Lentas의 기후 | Lentas의 기후 |
| 월 | 1월           | 2월           | 3월           | 4월           | 5월           | 6월           | 7월           | 8월           | 9월           | 10월          | 11월          | 12월          | 연간          |
| --- | ------------- | ------------- | ------------- | ------------- | ------------- | ------------- | ------------- | ------------- | ------------- | ------------- | ------------- | ------------- | ------------- |
| 역대 최고 기온 °C (°F)                                                                                           | 21.9 (71.4)   | 25.2 (77.4)   | 24.2 (75.6)   | 29.7 (85.5)   | 36.7 (98.1)   | 39.6 (103.3)  | 43.3 (109.9)  | 42.7 (108.9)  | 36.7 (98.1)   | 33.2 (91.8)   | 27.2 (81.0)   | 23.3 (73.9)   | 43.3 (109.9)  |
| 일평균 최고 기온 °C (°F)                                                                                         | 16.3 (61.3)   | 16.7 (62.1)   | 17.9 (64.2)   | 21.3 (70.3)   | 24.8 (76.6)   | 29.0 (84.2)   | 33.0 (91.4)   | 32.8 (91.0)   | 29.7 (85.5)   | 25.7 (78.3)   | 22.0 (71.6)   | 18.2 (64.8)   | 24.0 (75.1)   |
| 일일 평균 기온 °C (°F)                                                                                           | 13.8 (56.8)   | 14.1 (57.4)   | 15.2 (59.4)   | 18.2 (64.8)   | 21.6 (70.9)   | 25.6 (78.1)   | 29.4 (84.9)   | 29.4 (84.9)   | 26.6 (79.9)   | 22.9 (73.2)   | 19.4 (66.9)   | 15.8 (60.4)   | 21.0 (69.8)   |
| 일평균 최저 기온 °C (°F)                                                                                         | 11.3 (52.3)   | 11.6 (52.9)   | 12.4 (54.3)   | 15.1 (59.2)   | 18.3 (64.9)   | 22.2 (72.0)   | 25.8 (78.4)   | 26.1 (79.0)   | 23.5 (74.3)   | 20.0 (68.0)   | 16.9 (62.4)   | 13.3 (55.9)   | 18.0 (64.5)   |
| 역대 최저 기온 °C (°F)                                                                                           | 2.3 (36.1)    | 2.3 (36.1)    | 3.9 (39.0)    | 7.8 (46.0)    | 12.8 (55.0)   | 16.3 (61.3)   | 20.8 (69.4)   | 22.3 (72.1)   | 15.2 (59.4)   | 14.3 (57.7)   | 10.2 (50.4)   | 5.3 (41.5)    | 2.3 (36.1)    |
| 평균 강우량 mm (인치)                                                                                            | 82.2 (3.24)   | 61.7 (2.43)   | 41.1 (1.62)   | 13.6 (0.54)   | 8.8 (0.35)    | 5.4 (0.21)    | 0.1 (0.00)    | 1.1 (0.04)    | 10.3 (0.41)   | 30.2 (1.19)   | 45.1 (1.78)   | 61.0 (2.40)   | 360.6 (14.21) |
| 출처: National Observatory of Athens Monthly Bulletins (Dec 2011-Jan 2024) and World Meteorological Organization |               |               |               |               |               |               |               |               |               |               |               |               |               |

## 역사
크레타 섬에 최초로 사람이 산 것은 도기 이전(aceramic) 신석기 시대로 거슬러 올라가는데, 이들은 소, 양, 염소, 개를 키웠고, 곡물과 콩을 재배했다. 고대 크노소스는 신석기(나중에는 미노아 문명) 유적지의 한 곳이다. 크레타는 유럽에서 가장 오래된 문명인 미노아 문명의 중심이었다. 초기 크레타의 역사는 미노스 왕, 테세우스, 다이달로스와 이카로스 같은 전설이 서려 있으며, 호메로스 같은 시인들의 입으로 전해졌다.
크레타는 미트리다테스 전쟁에 휘말려 기원전 71년에 로마 장군 마르쿠스 안토니우스 크레티쿠스의 침공을 처음에는 물리쳤으나, 뒤이어 삼개 군단을 이끌고 온 퀸투스 카이킬리우스 메텔루스와 3년간 악명높은 전쟁을 벌이다 결국 기원전 69년에 로마에 정복되었다. 그리하여 메텔루스는 "크레티쿠스"(Creticus)란 칭호를 얻었다. 고르틴은 이 섬의 수도가 되었으며, 키레나이카와 더불어 크레타는 로마의 속주가 되었다.
이후 크레타는 비잔티움 제국의 일부로 남았다. 그러나 이베리아 무슬림 아부 합스 우마르 알 발로티가 826년 이 곳을 점령하여 크레타에 해적 토후국을 세웠다. 960년 비잔티움의 니케포로스 포카스가 다시 섬을 수복하여 1204년까지 비잔티움 영토로 남았다. 그러다가 4차 십자군 원정 때 베네치아의 지배를 받는다. 베네치아는 이 섬을 4백여년간 지배했으며, 르네상스의 영향을 받아 이 시기에 예술 작품이 많이 나왔다. 크레타 르네상스의 유명한 예술가로는 화가 엘 그레코와 작가 비첸초스 콜나로스가 있다.
베네치아 시대 칸디아 시는 지중해 동부에서 가장 요새화된 도시로 유명했다. 1492년 에스파냐에서 쫓겨난 유대인들이 이 곳으로 와서 살았다. 1627년 칸디아 시에는 800여명의 유대인이 살았으며 도시 인구의 7%를 차지했다.
1669년 오스만 제국이 21년간의 칸디아 공성전을 벌인 끝에 크레타를 정복했다. 오스만 제국의 통치 시대에 많은 교회와 수도원이 모스크가 되었다. 그러나 자유와 권리는 계속 보장되었다. 17세기에 이 도시는 높은 성벽과 능보로 둘러싸여 서쪽과 남쪽까지 뻗어있었다. 도시에서 가장 부유한 지역은 북동쪽 지역으로, 이곳에 모든 상류층이 모여 살았다. 오스만 제국이 칸디아에 편 도시 정책은 두 가지로 볼 수 있다. 하나는 종교 재산이었다. 이를 통해 오스만의 지도층은 파괴된 도시를 재건할 수 있었다. 다른 방법으로는 인구를 늘리고 도시 재산을 팔아 도시 수입을 증대하는 것이었다. 몰리 그린(Molly Greene, 2001)에 따르면, 오스만 지배하에서 많은 부동산 계약 기록이 있었다고 한다. 파괴된 도시에서 소수자들도 재산을 구매하는 권리를 얻어, 그리스도 교도와 유대인들도 부동산 시장에서 사고 팔 수 있었다.
아랍인의 대정복 때부터 크레타에 이미 무슬림들이 살았지만, 오스만 제국의 지배를 받으면서 무슬림이 더 늘어났다. 대부분의 크레타인 무슬림들은 크레타 그리스어를 쓰던 지역 그리스 개종자들이었다. 그러나 19세기 크레타의 정치 상황에서 그리스도 교도들은 이들을 터키인으로 치부하게 된다. 그리스 독립전쟁 직전에 크레타 섬 인구의 45%가 무슬림이었다. 그들 중 상당수가 크레타 그리스도 교도 출신이었다. 나중에 터키, 로도스, 시리아 등지의 사회 불안으로 많은 무슬림들이 섬을 떠나자 남은 자들은 다시 그리스도교로 돌아오게 된다. 1900년에 섬 인구의 11%만이 무슬림이었다. 남은 사람들은 1924년 터키-그리스 인구 교환때 섬을 떠나도록 강요받았다.
크레타는 1830년 런던 의정서로 근대 그리스 국가의 영토로 귀속되었다. 얼마 안되어 이집트의 술탄이 섬을 침략하여 지배를 받지만 그리 오래 가지 못하고, 1840년 6월 3일 런던 회의로 오스만 제국 영토로 돌아온다.
1833년에서 1897년까지 그리스도교도의 반란이 몇몇 일어났다. 1898년 크레타는 오스만 제국 밑의 자치령으로 있었다. 결국 크레타는 1913년 12월 1일에 그리스 영토가 된다.
제2차 세계 대전 기간 동안 이 섬은 유명한 크레타 전투의 무대였다. 이 전투는 1941년 독일 낙하산 부대가 7,000여명의 전사자를 내며 지역 주민과 버나드 프레이버그 장군이 지휘하는 영연방군의 격렬한 저항을 받았다. 그리하여 아돌프 히틀러는 당초 대규모 공수 작전을 포기한다.

## 관광
크레타섬은 그리스에서 가장 인기 있는 여행지로 손꼽힌다. 매년 3~5백만 명의 외국 관광객이 크레타에 방문한다.
크레타에서 여행객이 많이 방문하는 여행지로는 사마리아 협곡, 크노소스 궁전, 하니아 항구, 레팀노 올트다운, 엘라포니시 해변, 발로스 해변, 프레벨리 팜 비치, 아르카디우 수도원 등이 있다.

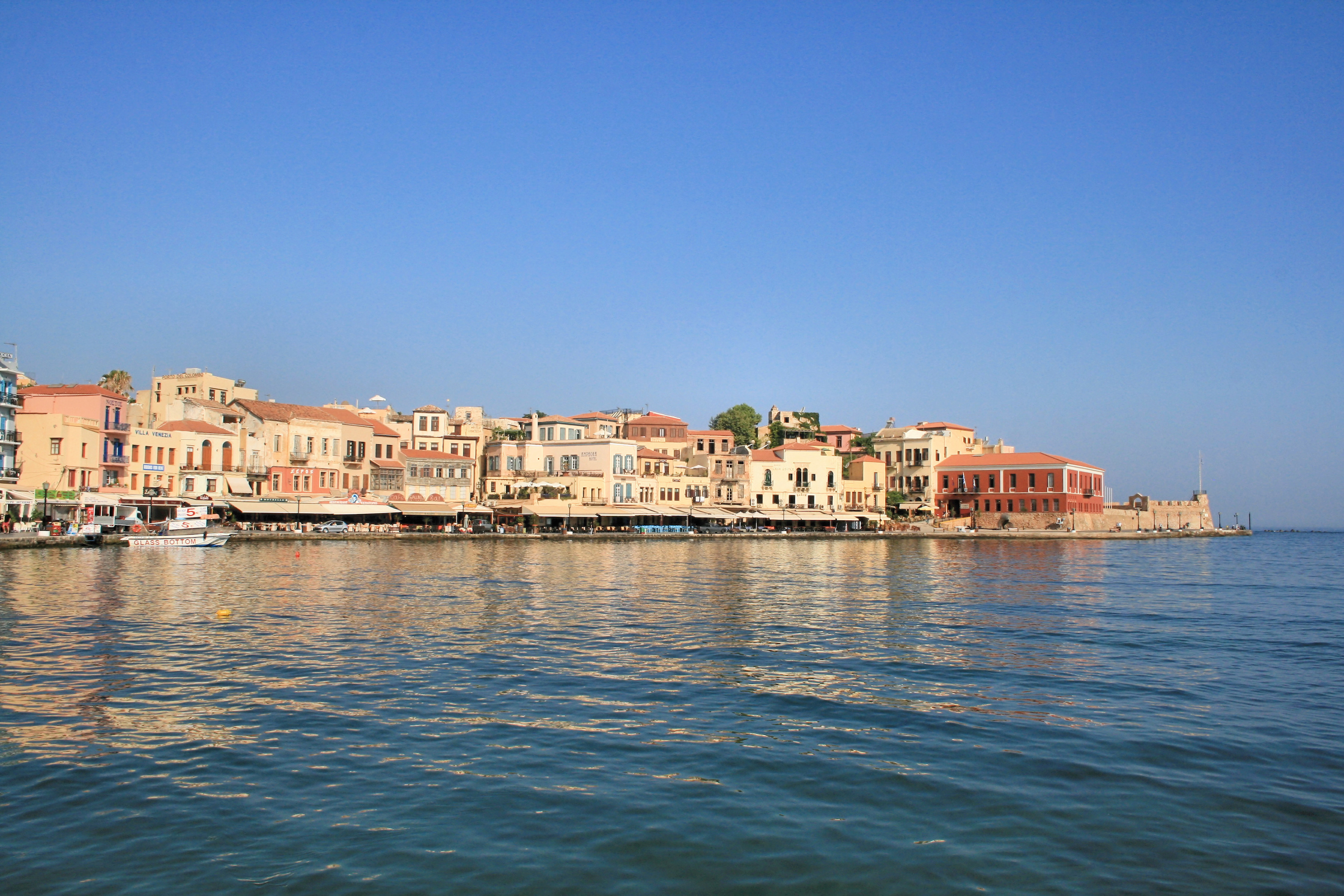
하니아 베네치아 항구
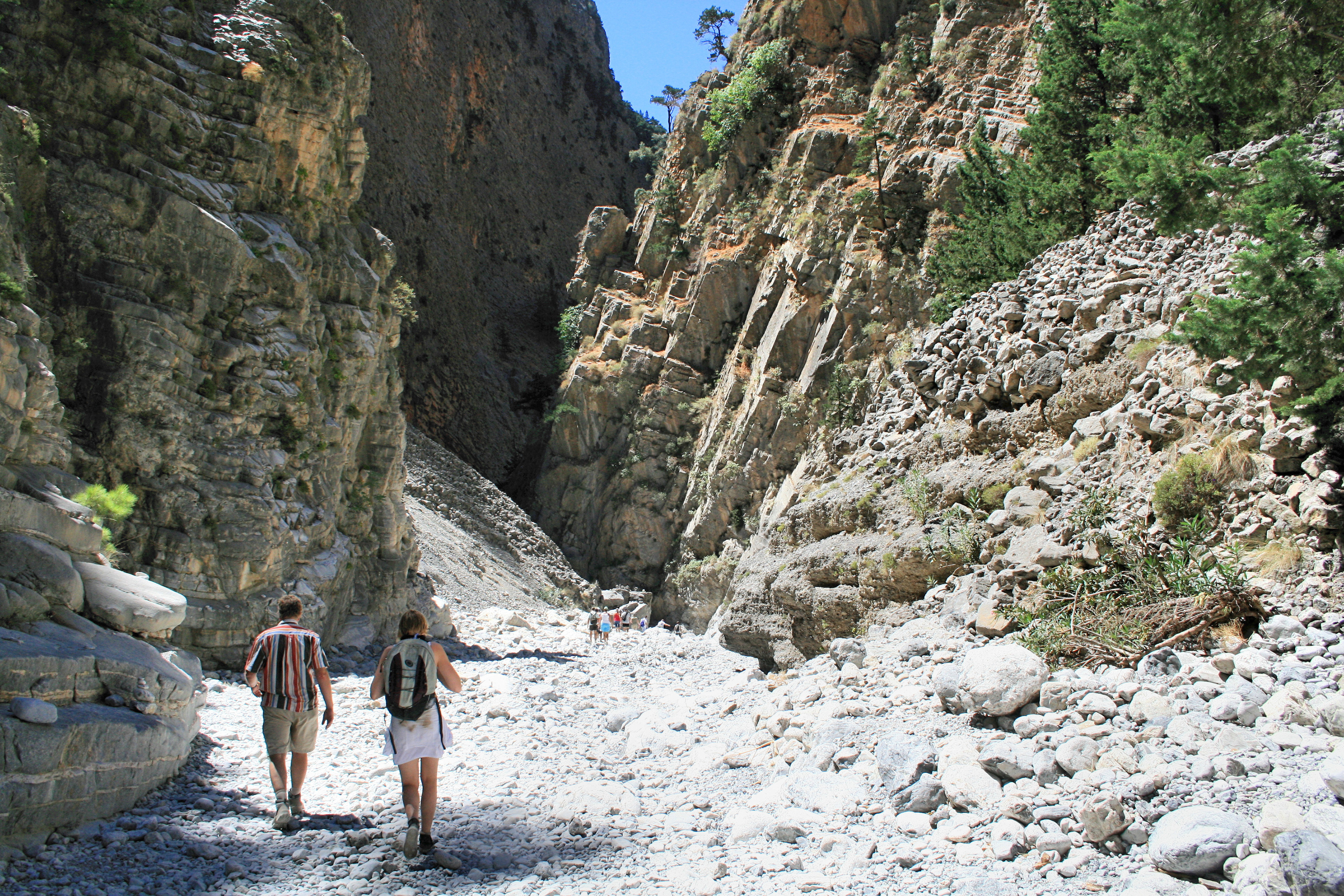
사마리아 협곡
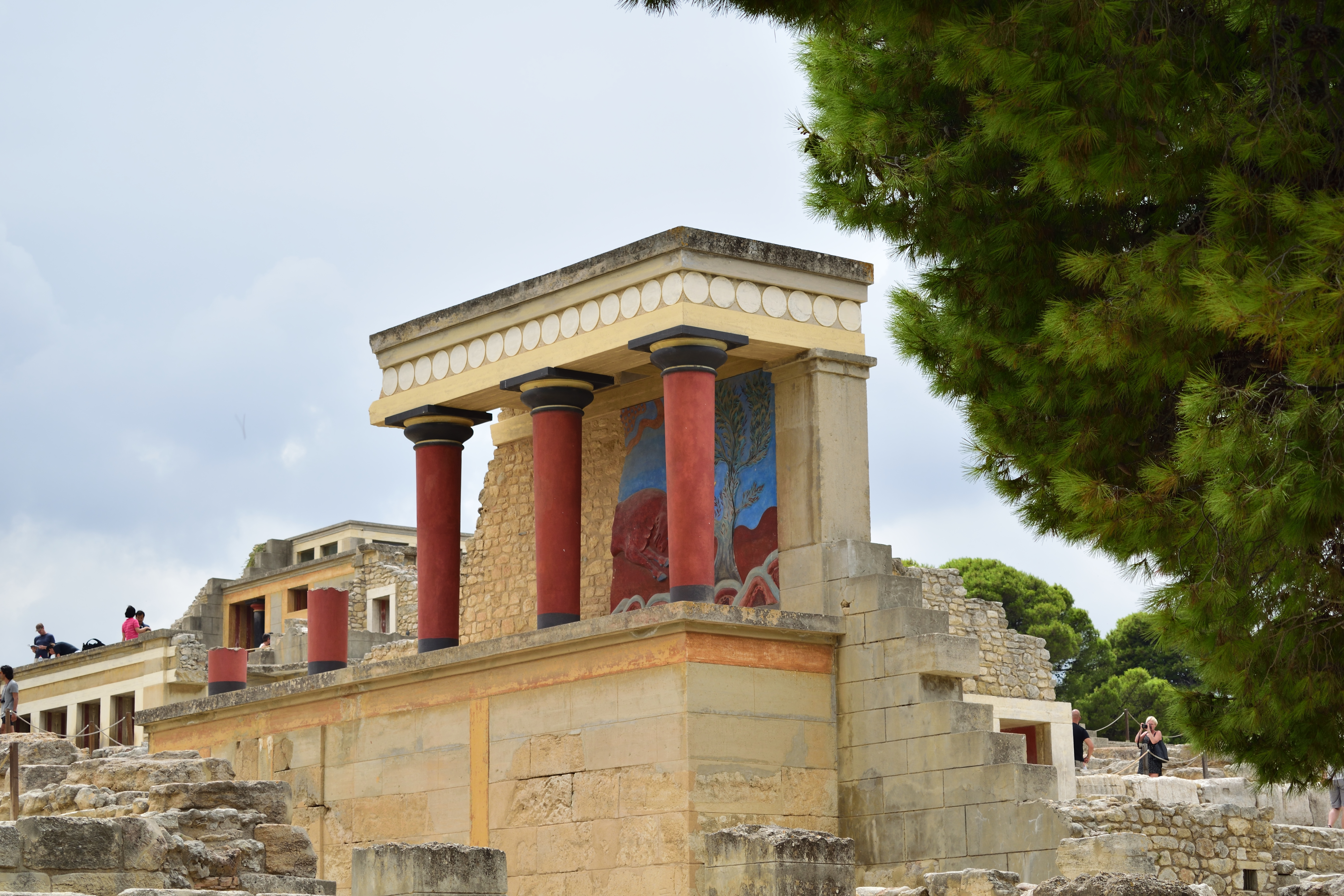
크노소스 궁전
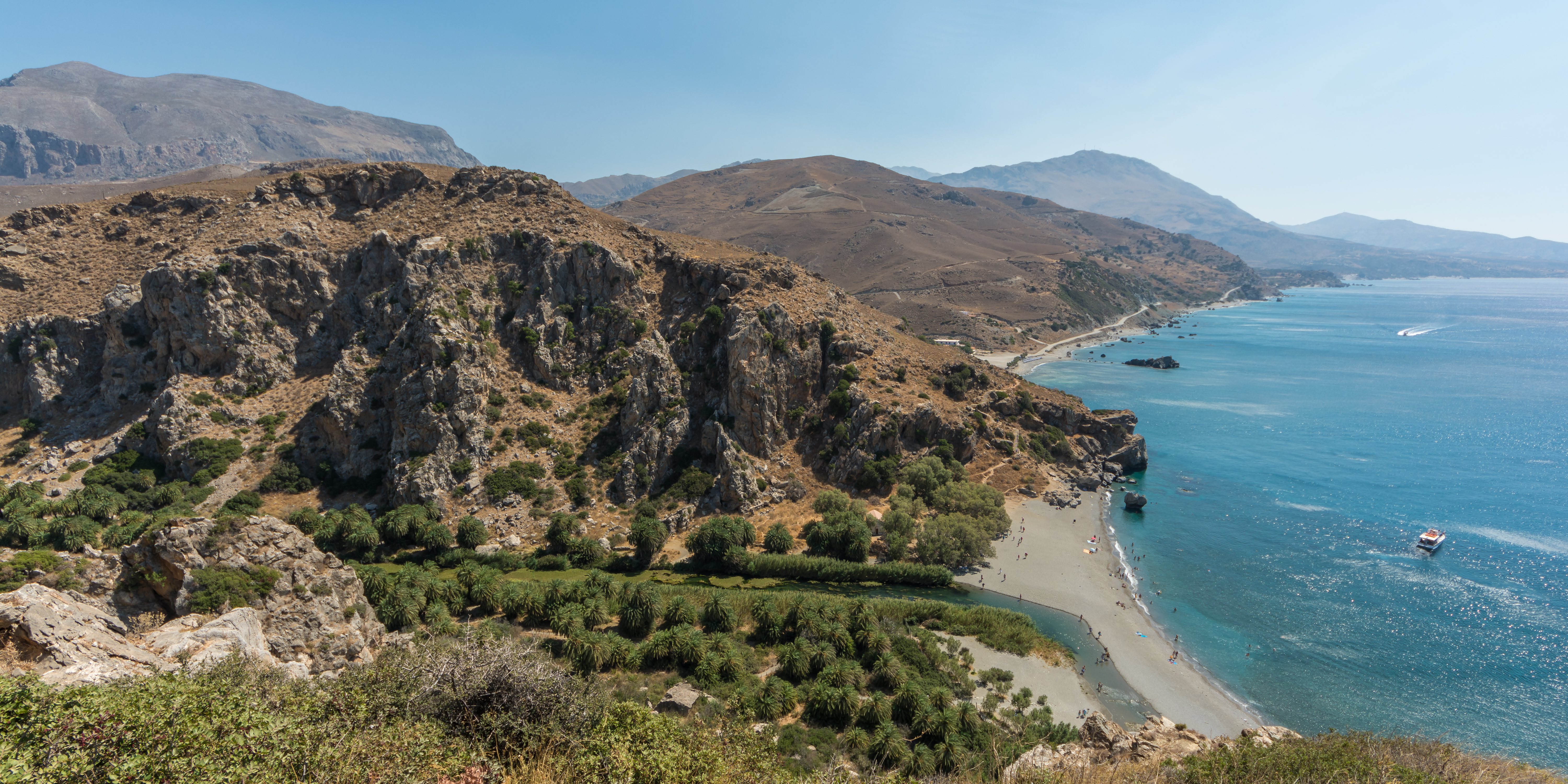
프레벨리 팜 비치

## 출신 인물
크레타섬 출신 인물에는 다음과 같은 이들이 있다.
- 니코스 카잔차키스 : 크레타섬에서 태어난 소설가이다. 현대 그리스 문학을 대표하는 작가이다. 대표작으로 <그리스인 조르바>, <최후의 유혹> 등이 있다. 노벨 문학상 후보로 수차례 지명되었다.
- 오디세아스 엘리티스 : 크레타섬에서 태어난 그리스의 시인으로, 그리스의 현대 문학을 대표하는 작가 가운데 한 사람이다. 1979년 노벨 문학상을 수상했다.
- 나나 무스쿠리 : 크레타섬 하니아에서 태어났다. 그리스의 가수로, 당대 최고의 세계적인 스타였다. 여러 언어로 200개 이상의 앨범과 싱글을 발표했고, 약 3억 장의 음반 판매 기록을 갖고 있다.
- 엘 그레코 : 크레타섬에서 태어난 화가이다. 그리스에서 태어나 비잔틴 양식을 익히고, 이탈리아 베네치아를 거쳐 이후 스페인에서 활발히 활동하며 독창적인 화풍을 확립했다.
- 아이네시데모스 : 크레타섬 크노소스에서 태어난 고대 그리스의 회의주의 철학자.
- 에피메니데스 : 고대 그리스 철학자. "에피메니데스의 역설"이 유명하다.
- 엘레프테리오스 베니젤로스 : 혁명가이며, 20세기 초 카리스마 있는 지도자이자 뛰어난 정치가였다. 수 차례 그리스 국무 총리직에 선출되었다.
- 콘스탄티노스 미초타키스 : 크레타 하니아 출신으로, 그리스 총리를 역임했다.
- 제우스 : 그리스 신화 속 등장 인물로, 올림포스 신들의 왕이다. 크레타섬 동굴에서 자랐다고 전해진다.